# Nuestra Belleza Paraguay 2014
El concurso Nuestra Belleza Paraguay 2014 se celebró en Asunción, Paraguay, el día 13 de septiembre del 2014. Guadalupe González, Miss Universo Paraguay 2013, Coral Ruiz, Miss Mundo Paraguay 2013, Marta Raviolo, Miss Internacional Paraguay 2013, y Leticia Cáceres, Miss Tierra Paraguay 2013, coronaron a sus sucesoras: Sally Jara, Myriam Arévalos, Jéssica Servín y Sendy Cáceres, respectivamente, las ganadoras representarán al Paraguay en las próximas ediciones del Miss Universo, Miss Mundo, Miss Internacional y Miss Tierra. El concurso fue transmitido en vivo por LaTele desde el Resort Yacht y Golf Club Paraguayo.

## Resultados
| Título/Puesto                    | Participante      |
| -------------------------------- | ----------------- |
| Miss Universo Paraguay 2014      | Sally Jara        |
| Miss Mundo Paraguay 2014         | Myriam Arévalos   |
| Miss Internacional Paraguay 2014 | Jéssica Servín    |
| Miss Tierra Paraguay 2014        | Sendy Cáceres     |
| 1.ª Finalista                    | Laura Garcete     |
| 2.ª Finalista                    | Silfide Villalba  |
| 3.ª Finalista                    | Giovanna Cordeiro |
| 4.ª Finalista                    | Karina Viveros    |

## Candidatas
15 son las candidatas que compitieron.
| #  | Candidata          | Edad | Altura (m) | Ciudad          |
| -- | ------------------ | ---- | ---------- | --------------- |
| 1  | Sendy Cáceres      | 25   | 1,77       | Asunción        |
| 2  | Noelia Ojeda       | 25   | 1,77       | Curuguaty       |
| 3  | Giovanna Cordeiro  | 25   | 1,79       | Asunción        |
| 4  | Jolanda Krause     | 23   | 1,72       | Filadelfia      |
| 5  | Lucía Méndez       | 18   | 1,73       | Itá             |
| 6  | Jéssica Servín     | 23   | 1,72       | Asunción        |
| 7  | Karina Viveros     | 20   | 1,70       | Ciudad del Este |
| 8  | Rocío Cantero      | 22   | 1,68       | Ñemby           |
| 9  | Laura Cristaldo    | 18   | 1,72       | Pilar           |
| 10 | Analíz Blanco      | 20   | 1,73       | Lambaré         |
| 11 | Sally Jara         | 20   | 1,70       | San Lorenzo     |
| 12 | Laura Garcete      | 24   | 1,72       | Asunción        |
| 13 | Silfide Villalba   | 23   | 1,75       | Villarrica      |
| 14 | Natalia Montenegro | 20   | 1,77       | Encarnación     |
| 15 | Myriam Arévalos    | 21   | 1,80       | San Pedro       |

## Datos acerca de las candidatas
- Laura Garcete anteriormente participó en Nuestra Belleza Paraguay 2013 en donde terminó en 5.º lugar, más adelante representó a su país en el Miss Continentes Unidos 2013 en Ecuador.
- Sendy Cáceres había representado a su país en el Miss Grand Internacional 2013 llevado a cabo en Tailandia.
- Myriam Arévalos fue a Ecuador a competir en el Miss Turismo Universe 2012, donde resultó ganadora.[3]
- Algunas de las candidatas fueron preseleccionadas en certámenes regionales: Karina Viveros, Silfide Villalba, Rocío Cantero y Sendy Cáceres.